# (891) Gunhild
(891) Gunhild ist ein Asteroid des äußeren Hauptgürtels, der am 17. Mai 1918 vom deutschen Astronomen Max Wolf an der Großherzoglichen Bergsternwarte in Heidelberg bei einer Helligkeit von 13 mag entdeckt wurde. Nachträglich konnte der Asteroid bereits auf einer Aufnahme nachgewiesen werden, die am 9. November 1915 am Krim-Observatorium in Simejis gemacht worden war.
Ein Bezug dieses Namens zu einer Person oder einem Ereignis ist nicht bekannt.

## Wissenschaftliche Auswertung
Aus Ergebnissen der IRAS Minor Planet Survey (IMPS) wurden 1992 erstmals Angaben zu Durchmesser und Albedo für zahlreiche Asteroiden abgeleitet, darunter auch (891) Gunhild, für die damals Werte von 52,0 km bzw. 0,07 erhalten wurden. Eine Auswertung von Beobachtungen durch das Projekt NEOWISE im nahen Infrarot führte 2011 zu vorläufigen Werten für den Durchmesser und die Albedo im sichtbaren Bereich von 58,1 km bzw. 0,06. Die Werte wurden 2014 auf 55,8 km bzw. 0,06 korrigiert. Nach der Reaktivierung von NEOWISE im Jahr 2013 und Registrierung neuer Daten wurden die Werte 2016 angegeben mit 47,9 bis 51,1 km bzw. 0,07, diese Angaben beinhalten aber hohe Unsicherheiten.
Eine spektroskopische Untersuchung von 820 Asteroiden zwischen November 1996 und September 2001 am La-Silla-Observatorium in Chile ergab für (891) Gunhild eine taxonomische Klassifizierung als D- bzw. T-Typ.
Der Asteroid wurde vom 27. April bis 2. Mai 2000 am Santana Observatory in Kalifornien photometrisch beobachtet und aus der Lichtkurve eine Rotationsperiode von 7,93 h bestimmt. Mit zwei Teleskopen der Southeastern Association for Research on Astronomy (SARA) wurde (891) Gunhild im Jahr 2015 erneut photometrisch untersucht. Die Aufnahmen erfolgten am 2. Juli mit dem SARA-North-Teleskop am Kitt-Peak-Nationalobservatorium in Arizona und am 7. Juli mit dem SARA-South-Teleskop am Cerro Tololo Inter-American Observatory in Chile. Die Rotationsperiode wurde zu 10,56 h bestimmt, außerdem wurde ein vorläufiges Gestaltmodell erstellt. Die Observadores de Asteroides (OBAS) beobachteten (891) Gunhild von verschiedenen Observatorien in Spanien vom 14. Juni bis 17. Juli 2015 und bestimmten aus der Lichtkurve eine Rotationsperiode von 11,892 h.
Mit einer Auswertung photometrischer Daten des Lowell-Observatoriums und des Gaia DR2-Katalogs konnten im Jahr 2019 für ein ellipsoidisches Gestaltmodell des Asteroiden zwei alternative Lösungen für die räumliche Lage der Rotationsachse mit retrograder Rotation und eine Periode von 11,88721 h bestimmt werden.
Aus archivierten Daten des Asteroid Terrestrial-impact Last Alert System (ATLAS) aus dem Zeitraum 2015 bis 2018 konnte in einer Untersuchung von 2022 mit der Methode der konvexen Inversion eine Rotationsperiode von 11,883 h bestimmt werden.

## Asteroidenpaar
(891) Gunhild bildet mit dem Asteroiden (412) Elisabetha ein quasi-complanares Asteroidenpaar. Sie besitzen sehr ähnliche Bahnelemente und bewegen sich nahezu in der gleichen Bahnebene, allerdings sind ihre Apsidenlinien deutlich gegeneinander verdreht. (412) Elisabetha besitzt eine kürzere Umlaufzeit um die Sonne als (891) Gunhild, so dass sie diese etwa alle 90 Jahre überholt. In den 1000 Jahren um die derzeitige Epoche herum kommen sich die beiden Körper aber nicht näher als 1,4 Mio. km.